# Zwojak

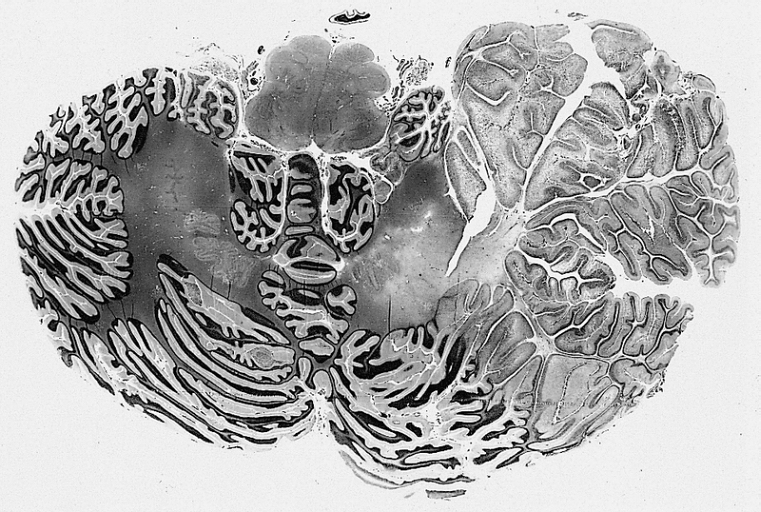
Preparat histologiczny przekroju przez cały móżdżek pacjenta z chorobą Lhermitte’a-Duclos, po prawej stronie widać hipertroficzne zakręty kory móżdżku

Zwojak (ang. gangliocytoma) – nowotwór ośrodkowego układu nerwowego z grupy guzów neuronalnych i neuronalno-glejowych, będący zmianą o niskiej złośliwości (I stopień wg WHO).

## Objawy
Klinicznie zwojak objawia się napadami padaczkowymi ogniskowymi z zaburzoną świadomością, niekiedy wtórnie uogólnionymi.

## Patomorfologia
Makroskopowo zwojak ma charakter lity lub, w przypadku dużych rozmiarów, lito-torbielowaty. Część lita jest zlokalizowana obwodowo, może zawierać zwapnienia, jest barwy bladoczerwonej. Mikroskopowo w guzie widoczne są gniazda komórek neuronalnych i zwojowych otoczone komórkami gleju.

## Diagnostyka
W badaniu  tomografii komputerowej część lita guza jest zwykle izo- lub hipodensyjna, widoczne są w niej zwapnienia, ulega ona zmiennemu wzmocnieniu po podaniu środka kontrastowego. W badaniu tomografii rezonansu magnetycznego część lita jest izointensywna w sekwencjach T1-zależnych, nie ulega wzmocnieniu po podaniu środka kontrastowego.

## Leczenie
Podstawą leczenia jest totalna lub subtotalna resekcja guza. W niektórych przypadkach wznowy można stosować radioterapię. Pięcioletnie przeżycie po leczeniu wynosi prawie 100%, po leczeniu uzyskuje się także zmniejszenie występowania napadów padaczkowych. Podnamiotowa lokalizacja guza wiąże się z gorszym rokowaniem.